# Microgaster rufithorax
Microgaster rufithorax är en stekelart som beskrevs av Granger 1949. Microgaster rufithorax ingår i släktet Microgaster och familjen bracksteklar. Inga underarter finns listade i Catalogue of Life.